# Bisbat de Susa
El bisbat de Susa (italià: diocesi di Susa; llatí: Dioecesis Segusiensis) és una seu de l'Església catòlica, sufragània de l'arquebisbat de Torí, que pertany a la regió eclesiàstica Piemont. El 2010 tenia 69.000 batejats d'un total 76.500 habitants. Actualment està regida pel bisbe Alfonso Badini Confalonieri.

## Territori
La diòcesi comprèn la vall de Susa. Limita al nord amb l'arquebisbat de Chambéry, a França, amb l'arquebisbat de Torí (amb la que limita també a est i en part al sud), al sud amb el bisbat de Pinerolo i a oest amb el bisbat de Gap, també a França.
La seu episcopal és la ciutat de Susa, on es troba la catedral de San Giusto.
El territori està dividit en 61 parròquies.

## Història
Susa és esmentada per primera vegada en els documents relatius a la fundació de l'abadia de Sant Pere de Novalesa en 726. Al 887 la ciutat i el territori eren part de la diòcesi de Sant-Jean-de-Maurienne. La fundació de l'Abadia de San Giusto a Susa, l'actual catedral, es remunta al segle xi, que durant molts segles va ser abadia nullius dioecesis. Les Abadías i centres religiosos de la Vall de Susa encara donen testimoni de la importància que, durant l'edat mitjana, aquest territori com un lloc de pas per als pelegrins a Roma a través de la Via Francigena o Santiago de Compostel·la pel Camí. En aquests anys s'ha produït un redescobriment de l'itinerari de la Via Francigena dels Colls del Moncenisio a través de la Vall de Susa.
La diòcesi va ser erigida el 3 d'agost de 1772 per Papa Climent XIV, amb la butlla Quod nobis, amb territori desmembrat de l'abadia nullius de Sant Giusto di Susa i de San Pietro di Novalesa i de l'arxidiòcesi de Torí. En 1794 van ser annexionada a la diòcesi de Susa parròquies de la Vall Alta que durant un temps van pertànyer a l'arxidiòcesi de Torí i administrades per la rectoria de Sant Llorenç de Oulx, assignada el 1748 a la diòcesi de Pinerolo.
El primer bisbe va ser Giuseppe Francesco Maria Ferraris dels senyors de Genola, doctor en teologia, un orador distingit i teòleg de la Catedral de Pinerolo. El nomenament com a bisbe va ser conferit per una acta del Papa Pius VI amb data 20 de juliol de 1778 en la presentació del rei de Sardenya, Víctor Amadeu III de Savoia; el bisbe va fer la seva entrada a la diòcesi el 22 de novembre de 1778.

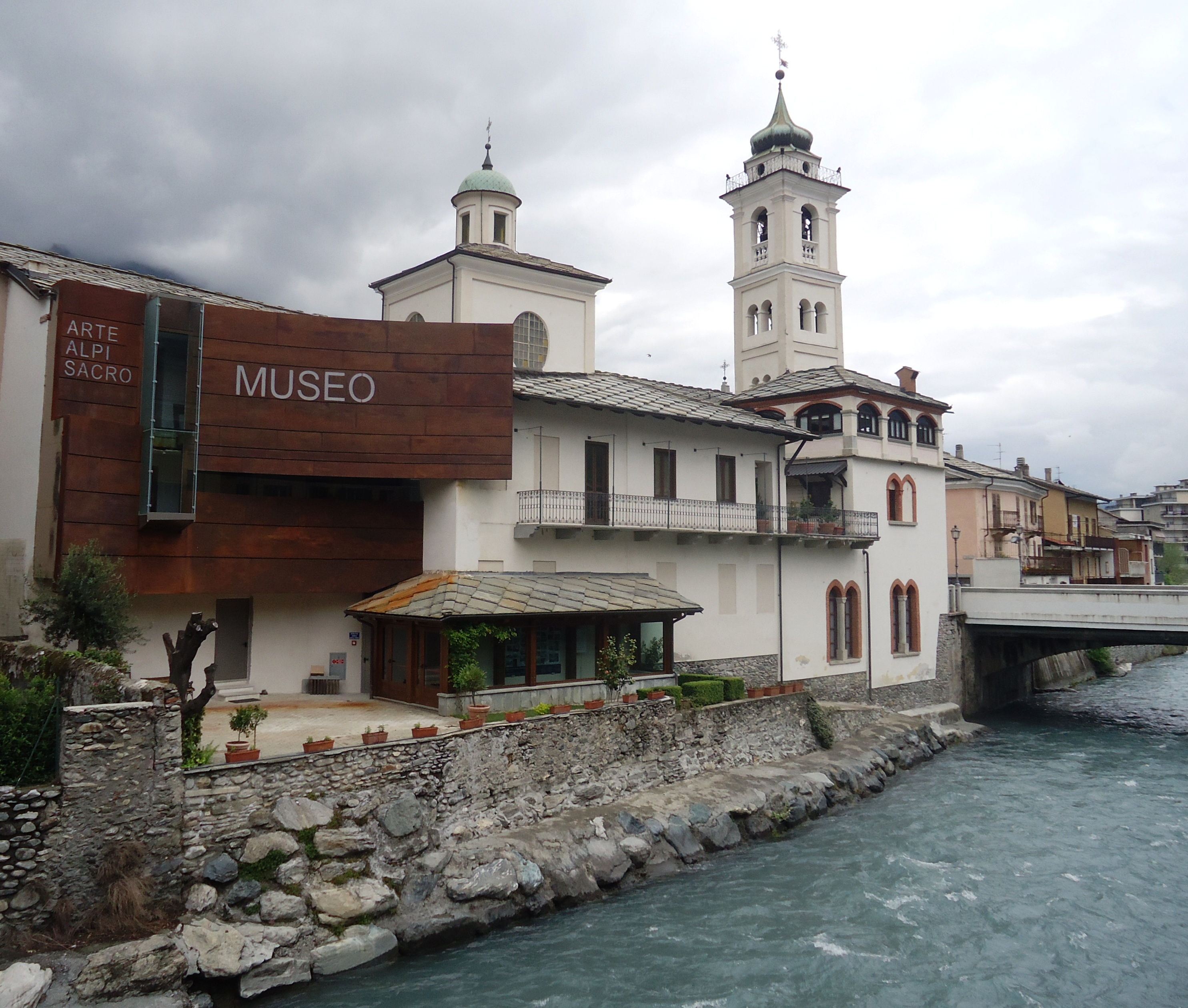
Museu Diocesà d'Art Sacre Susa TO

La diòcesi va ser suprimida durant l'època napoleònica l'1 de juny de 1803 i incorporada a l'arxidiòcesi de Torí. El Papa Pius VII la va restablir el 17 de juliol de 1817, amb la butlla Beati Petri. La supressió de 1803 també s'havia afectat l'abadia nullius de Sant Michele della Chiusa, que en 1817 també es va recuperar, però va perdre el privilegi de l'exempció de la jurisdicció episcopal i va ser annexada a la diòcesi de Susa.
El setmanari local La Valsusa pertany a la diòcesi, fundat el 1897 pel bisbe Edoardo Giuseppe Rosaz amb el nom de Il Rocciamelone, que després de la Primera Guerra Mundial va ser cridat a treballar el primer grup de monges que es dediquen a la premsa, les paulines. Des del 2000, com a part del projecte cultural de la CEI, la diòcesi de Susa, una de les primeres al Piemont gràcies a la tasca preliminar realitzada per Severino Savi, va fundar el Museu Diocesà d'Art Sacre, nucli del sistema de museus diocesà, situant-lo al costat del centre cultural diocesà i l'arxiu diocesà.

## Cronologia episcopal
- Giuseppe Francesco Maria Ferraris di Genola † (20 de juliol de 1778 - 11 d'agost de 1800 nomenat bisbe de Saluzzo)
  - Sede vacante (1800-1803)
  - Sede suprimida (1803-1817)
- Giuseppe Prin † (1 d'octubre de 1817 - 18 de novembre de 1822 mort)
- Francesco Vincenzo Lombard † (24 de maig de 1824 - 9 de febrer de 1830 mort)
- Pietro Antonio Cirio † (24 de febrer de 1832 - 3 d'abril de 1838 mort)
- Pio Vincenzo Forzani † (23 de desembre de 1839 - 25 de gener de 1844 nomenat bisbe de Vigevano)
- Giovanni Antonio Odone † (24 d'abril de 1845 - 9 de novembre de 1866 mort)
  - Sede vacante (1866-1872)
- Federico Mascaretti, O.Carm. † (23 de febrer de 1872 - 31 de desembre de 1877 renuncià)
- Beato Edoardo Giuseppe Rosaz † (31 de desembre de 1877 - 3 de maig de 1903 mort)
- Carlo Marozio † (22 de juny de 1903 - 31 d'agost de 1910 mort)
- Giuseppe Castelli † (23 d'agost de 1911 - 22 de desembre de 1920 nomenat bisbe de Cuneo)
- Umberto Rossi † (13 de juny de 1921 - 14 de maig de 1932 nomenat bisbe d'Asti)
- Umberto Ugliengo † (24 de juny de 1932 - 2 d'octubre de 1953 mort)
- Giovanni Giorgis † (31 de desembre de 1953 - 22 de maig de 1954 mort)
- Giuseppe Garneri † (2 de juliol de 1954 - 31 de maig de 1978 jubilat)
- Vittorio Bernardetto † (31 de maig de 1978 - 13 de desembre de 2000 jubilat)
- Alfonso Badini Confalonieri, dal 13 de desembre de 2000

## Estadístiques
A finals del 2010, la diòcesi tenia 69.000 batejats sobre una població de 76.500 persones, equivalent 90,2% del total.
| any  | població | població | població | sacerdots | sacerdots       | sacerdots       | sacerdots             | diaques | religiosos | religiosos | parroquies |
| ---- | -------- | -------- | -------- | --------- | --------------- | --------------- | --------------------- | ------- | ---------- | ---------- | ---------- |
| any  | batejats | total    | %        | total     | clergat secular | clergat regular | batejats por sacerdot | diaques | homes      | dones      |            |
| 1949 | 51.220   | 52.000   | 98,5     | 122       | 116             | 6               | 419                   |         | 14         | 121        | 62         |
| 1970 | 58.000   | 59.000   | 98,3     | 99        | 91              | 8               | 585                   |         | 9          | 180        | 64         |
| 1980 | 62.000   | 62.500   | 99,2     | 108       | 83              | 25              | 574                   |         | 31         | 218        | 64         |
| 1990 | 59.900   | 61.973   | 96,7     | 93        | 81              | 12              | 644                   |         | 20         | 128        | 62         |
| 1999 | 60.000   | 62.000   | 96,8     | 75        | 64              | 11              | 800                   | 1       | 19         | 140        | 62         |
| 2000 | 60.000   | 62.000   | 96,8     | 74        | 63              | 11              | 810                   | 1       | 28         | 135        | 62         |
| 2001 | 60.000   | 62.000   | 96,8     | 72        | 61              | 11              | 833                   | 1       | 26         | 123        | 62         |
| 2002 | 64.000   | 65.500   | 97,7     | 66        | 54              | 12              | 969                   | 1       | 17         | 110        | 62         |
| 2003 | 64.000   | 65.500   | 97,7     | 64        | 51              | 13              | 1.000                 | 2       | 20         | 108        | 62         |
| 2004 | 64.000   | 65.500   | 97,7     | 59        | 46              | 13              | 1.084                 | 2       | 18         | 103        | 62         |
| 2010 | 69.000   | 76.500   | 90,2     | 51        | 42              | 9               | 1.352                 | 2       | 18         | 72         | 61         |